# Ioannis Kolettis

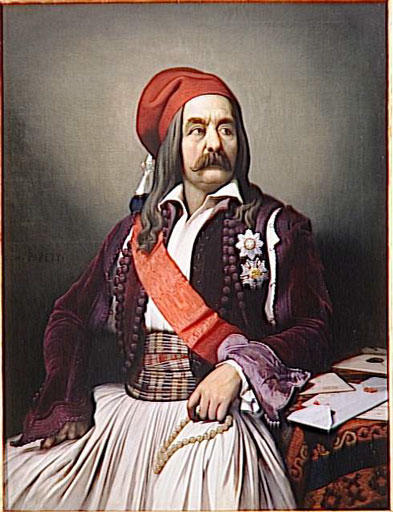
Ioannis Kolettis door Dominique Papety.

Ioannis Kolettis (Grieks: Ιωάννης Κωλέττης) (Syrrako, 1773 - Athene, 17 september 1847) was een Grieks politicus die een belangrijke rol speelde in de Griekse Onafhankelijkheidsoorlog.

## Levensloop
Kolettis studeerde geneeskunde aan de Universiteit van Pisa, waar hij beïnvloed werd door de Carbonaribeweging. Hij besloot terug te keren naar Epirus om mee te vechten met Griekse onafhankelijkheidsstrijders.
In 1813 vestigde hij zich in Ioannina waar hij als dokter werkte. Hij was tevens de persoonlijke dokter van de zoon van Ali Pasja. In maart 1821 verliet Kolettis Ioannina om lid te worden van Filiki Eteria. Hij vertrok naar Centraal-Griekenland om samen met enkele andere Filiki Eteria-leden een revolutie te verspreiden. Dit mislukte echter wegens het snelle ingrijpen van het Ottomaanse leger.
Kolettis was intussen de leider van een pro-Franse partij en baseerde zijn kracht op zijn relaties met de leiders van Centraal-Griekenland, maar ook op zijn bekwaamheid om vijanden te elimineren door te handelen achter de schermen.
Op de Eerste Nationale Vergadering van Epidaurus was hij de vertegenwoordiger van Epirus en in januari 1822 werd Kolettis minister van Binnenlandse Zaken. Na de Tweede Nationale Vergadering van Astros van mei 1823 werd hij benoemd tot sub-prefect van Euboea en leidde de verwijdering van de Turkse troepen van het eiland. Tezelfdertijd zette hij zijn politiek loopbaan verder en werd hij verkozen als lid van het Wetgevend Lichaam, een functie die hij behield tot in 1826.
Op het einde van 1824, tijdens een onderlinge oorlog tussen de rebellen, versloeg de Centraal-Griekse partij onder leiding van Kolettis de Peloponnesische partij, die tegen de executieve van Georgios Kountouriotis waren. Desondanks steunde Kolettis tijdens de Derde Nationale Vergadering van Troezen het idee van de Peloponnesische partij om Griekse troepen uit Thessalië en Macedonië te trainen om hulpposten van het Ottomaanse leger te vernietigen. Deze operatie mislukte wegens Kolettis' geringe kennis van militaire zaken en dit deed zijn reputatie tanen. 
Na de benoeming van Ioannis Kapodistrias tot gouverneur in januari 1828, werd Kolettis gouverneur van Samos en vervolgens werd hij in juli 1829 minister van Defensie.
Na de moord op Kapodistrias in oktober 1831 volgde er een nieuwe burgeroorlog die tot in 1832 zou duren. Tijdens deze oorlog leidde Kolettis opnieuw de Centraal-Griekse partij. Vervolgens probeerde hij om samen met Augustinos Kapodistrias en Theodoros Kolokotronis een regering te vormen, maar dat mislukte wegens verschillende onenigheden. Ook werd beweerd dat Kolettis verantwoordelijk zou zijn voor de dood van de belangrijke Griekse onafhankelijkheidsheld Odysseus Androutsos en de breuk tussen de belangrijke onafhankelijkheidsstrijders Dimitrios Ypsilantis en Manto Mavrogenous om zo aan de macht te komen.
Na de komst van koning Otto in 1833 werd Kolettis minister van Marine en Defensie. Van 12 juni 1834 tot 1 juni 1835 leidde hij zelf een regering. Nadat Otto in 1835 officieel volwassen was, werd Kolettis als ambassadeur naar Frankrijk gestuurd. Hij kwam er in contact met belangrijke Franse politici en intellectuelen. 
Na de staatsgreep in Griekenland in september 1843 waarbij koning Otto verplicht werd om een grondwet aan te nemen, keerde hij naar Athene terug en werd lid van de Constitutionele Vergadering. In die periode richtte hij tevens de Franse Partij op. Na verkiezingen in 1844 vormde Kolettis' Franse Partij een regering met de Russische Partij onder leiding van Andreas Metaxas. Nadat Metaxas later dat jaar ontslag nam als premier, volgde Kolettis hem op 18 augustus 1844 op en bleef premier tot aan zijn dood drie jaar later.
- Bibliothèque nationale de France: cb15525607d (data)
- Gemeinsame Normdatei: 119379406
- International Standard Name Identifier: 0000 0000 0522 7598
- Système universitaire de documentation: 15825922X
- Virtual International Authority File: 37225435